# Poltrona Lady
La poltrona Lady è una poltrona disegnata nel 1951 dal designer italiano Marco Zanuso per Arflex. Nello stesso anno ottenne la medaglia d’oro alla IX Triennale di Milano.

## Descrizione
Oltre ad essere il frutto di uno studio ergonomico apposito, la Lady è anche l’icona della modernità poiché risultato di un’innovazione che ribalta il sistema tradizionale della lavorazione degli imbottiti: la realizzazione separata delle parti e il loro successivo assemblaggio. 

Lady, ha introdotto il molleggio: un plus in ambito di comfort, ottenuto con cinghie elastiche rinforzate. Il punto di forza della poltrona sta nell'utilizzo di nuovi materiali (utilizzati prima solo nell'aviazione bellica) come, appunto, le cinghie elastiche e la gommapiuma. 

Presenta una struttura in metallo, la quale è rivestita in poliuretano espanso flessibile, schiumato all'interno dello stampo. I braccioli della poltrona sono prodotti in legno massello rivestiti: le gambe sono realizzate grazie al metallo verniciato. 
Oggi l'estetica della poltrona Lady è stata resa ancora più moderna grazie alla nuova selezione di tessuti firmati Raf Simons.

## Storia
È importante ricordare che Zanuso per la realizzazione della poltrona si ispirò al metodo di progettazione automobilistica, rappresentando separatamente le varie parti che la compongono. Così facendo, tutti gli elementi strutturali si integrano nell'insieme costituito dal sedile, dallo schienale e dai braccioli, creando un rivestimento omogeneo e completo. Negli anni la poltrona è rimasta pressoché invariata nell'estetica diventando poi, nel tempo, un oggetto ricercato. 
La poltrona Lady si identifica per un nuovo sistema costruttivo, basato sul concetto per cui è possibile trasformare la poltrona da una struttura unica, sulla quale viene applicata e modellata l'imbottitura, in un mobile costituito da elementi più esigui, piani e maggiormente maneggevoli che possono essere imbottiti e assemblati prima del loro assemblaggio. Grazie a questo processo si facilita la possibilità di un lavoro in serie con l'applicazione di operazioni successive specializzate con la realizzazione di parti elastiche stampate, rivestite tagliate e cucite a macchina e, infine infilati a tasca. 
Inoltre il designer Zanuso si laureò nel 1939, fu redattore delle riviste Domus (1947-49) e Casabella (1952-54), e membro fondatore (1956) e presidente dell'Associazione per il Disegno Industriale (1966-69).
Le sue prime esperienze iniziarono con l'uso della gommapiuma della Pirelli, applicando questo materiale realizzò sedute per la Arflex.